# Euphorbia zonosperma
Euphorbia zonosperma là một loài thực vật có hoa trong họ Đại kích. Loài này được Müll.Arg. mô tả khoa học đầu tiên năm 1874.